# Korjeniti jastrebljak
Korjeniti jastrebljak (lat. Hypochaeris radicata), zeljasta trajnica iz porodice glavočika raširena po Europi i sjevernoj Africi ali je udomaćen po mnogim prekomorskim zemljama, u Sjevernoj i Južnoj Americi, Novom  Zelandu i drugdje. Raste i u Hrvatskoj.
Korijen prodire u dubinu od preko 50 centimetara (otuda mu i ime). Ima uspravnu stabljiku do 50 cm visine. Listovi su skupljeni u prizemnu rozetu, dok je stabljika gola, uspravna, razgranata i bez listova
Cvjetovi su žuti, dvospolni, skupljeni u glavičate cvatove. Plod je smeđi ahenij.
Mladi listovi su jestivi , sirovi na salatu ili termički obrađeni. Korijen može služiti kao zamjena za kavu..
- H. radicata
- H. radicata
- H. radicata
- H. radicata

## Sinonimi
- Achyrophorus radicatus (L.) Scop.
- Porcellites radicata (L.) Cass.